# Premi Creu Casas
El Premi Creu Casas és un premi atorgat per l'Institut d'Estudis Catalans, creat el 2017 en honor de la primera dona membre de la Secció de Ciències de l'IEC, la botànica i farmacèutica Creu Casas i Sicart (Barcelona, 1913 – Bellaterra, 2007), el premi està dotat amb sis mil euros, repartits en dues modalitats: la primera, dotada amb dos mil euros, s'ofereix a una dona en reconeixença de la seva trajectòria en tasques de divulgació i aproximació de la tecnologia a l'alumnat femení en qualsevol àmbit, des de l'enginyeria o l'arquitectura fins a la informàtica o les telecomunicacions, per exemple. La segona, dotada amb quatre mil euros, va dirigida a un grup de treball liderat per una dona que hagi desenvolupat metodologies d'apoderament de les dones o d'ensenyament per a captar el talent femení en els camps esmentats.

## Context
La iniciativa de crear el premi sorgeix de la voluntat de promoure les dones que conreen la ciència, «quan l'acadèmia, com tants altres àmbits, encara està lluny d'assolir la paritat de gènere», va dir Joandomènec Ros, president de l'IEC, en la seva presentació.

## Llista de premiades
| Imatge | Nom                           | Any  | Tipus             | Motiu |
| ------ | ----------------------------- | ---- | ----------------- | --- |
|        | Sandra Uve                    | 2021 |                   | per la seva tasca visibilitzadora de dones de ciència i tecnologia de totes les èpoques i per haver esdevingut una generadora de models i referents per a nois i noies                   |
|        | Xantal Llavina Aguilar        | 2020 |                   | per la tasca divulgadora i la seva capacitat d’arribar a la societat en general i especialment al públic jove i les noies, transmetent un bon model de tecnologia entenedora i atractiva |
|        | Laura Tremosa                 | 2018 |                   | per la seva trajectòria i exemple com a model i mentora en el sector de les carreres tècniques, un àmbit hostil per a les dones en els anys seixanta i setanta                           |
|        | Mercè Piqueras i Carrasco     | 2025 |                   | |
|        | Maria José Buzón Gómez        | 2023 | menció honorífica | |
|        | Karina Gibert i Oliveras      | 2021 | menció honorífica | per la seva rellevant i destacada trajectòria acadèmica, amb la qual ha contribuït a generar un model i referent per a les generacions següent                                           |
|        | Karina Gibert i Oliveras      | 2022 | menció honorífica | |
|        | Meritxell Bautista i Quiñones | 2023 |                   | |
|        | Carmen Mur Gomez              | 2019 |                   | pel seu perfil inspirador i emprenedor |
|        | Núria Castell Ariño           | 2020 | menció honorífica | per la seva trajectòria professional i la difusió i suport a moltes generacions de noies en tecnologia                                                                                   |
|        | Cristina Steegmann Pascual    | 2022 |                   | |